# Belén Benito
Belén Benito Martínez (Valencia, c.1970) es una ingeniera española, directora de Operaciones del Canal de Isabel II. Fue reconocida con la Medalla al Mérito Profesional del Colegio de Ingenieros de Caminos, Canales y Puertos de España.

## Trayectoria
En 1990, Benito se licenció en Ingeniería de Caminos, Canales y Puertos en la Universidad Politécnica de Madrid, con especialidad en hidráulica y energética. Un año antes, inició su trayectoria profesional como ingeniera proyectista en el Departamento de Obras Hidráulicas de Iberinsa. En 1990 pasó a formar parte de Infilco Española, donde dirigió el Departamento de Estudios y Proyectos, ejecutando las obras de depuración.
En 1992 se doctoró en Mecánica de Suelos en la Universidad Politécnica de Madrid.  En el año 2000 se incorporó al Canal de Isabel II, la empresa pública de gestión del agua de la Comunidad de Madrid. En 2009, se diplomó en Dirección General en el IESE. En 2014 fue nombrada Directora de Operaciones del Canal de Isabel II, convirtiéndose en su cargo técnico de mayor rango y la número 3 de la institución.
En 2021 fue designada como vocal del Comité Técnico de Agua, Energía y Cambio Climático del Colegio junta de gobierno del Colegio de Ingenieros de Caminos, Canles y Puertos.  Además, Benito ha participado como ponente y panelista en diversos eventos y seminarios en torno a su especialidad.

## Reconocimientos
En 2016 le fue condecorada con la Medalla al Mérito Profesional del Colegio de Ingenieros de Caminos, Canales y Puertos. En 2021 fue nombrada Mujer del Año en el marco de los Premios iAgua, que reconocen a entidades y profesionales con una trayectoria destacada en la gestión de los recursos hídricos.